# Бекбаулиев, Ерполат
Ерполат Бекбаулиев — советский хозяйственный, государственный и политический деятель, Герой Социалистического Труда.

## Биография
Родился в 1933 году в Каракалпакской АССР. Член КПСС.
С 1953 года — на хозяйственной, общественной и политической работе. В 1953—1991 гг. — инженер-гидромелиоратор производственного участка Кегелийского, Куйбышевского районов, гидротехник совхоза «Чимбай», бригадир хлопководческой бригады совхоза-техникума им. К. Авезова Чимбайского района Каракалпакской АССР.
Указом Президиума Верховного Совета СССР от 10 марта 1975 года присвоено звание Героя Социалистического Труда с вручением ордена Ленина и золотой медали «Серп и Молот».
Избирался депутатом Верховного Совета Узбекской ССР 9-го и 10-го созывов.
Умер после 1991 года.